# Tattoo (Rory Gallagher)
Tattoo è il quarto album studio del chitarrista irlandese Rory Gallagher, pubblicato nel 1973.

## Il disco
La versione originale del disco Tattoo conteneva nove tracce. In questo album il chitarrista e la sua formazione si destreggiano in molti generi, dal Delta/Chicago Blues di  'Who's That Coming'  al Jazz di They Don't Make Them Like You Anymore, al Blues rock di Tattoo'd Lady e Sleep on a Clothes-Line.
Alcune tracce contenute in questo album sono state usate da alcuni gruppi o cantanti contemporanei per delle cover (ad esempio Joe Bonamassa che fece una cover di Cradle Rock). Rory Gallagher, nei suoi concerti, utilizzò molti brani estratti da questo disco.

## Tracce
1. Tattoo'd Lady – 4:34
2. Cradle Rock – 6:15
3. 20:20 Vision – 4:02
4. They Don't Make Them Like You Anymore – 4:08
5. Livin' Like a Trucker – 4:19
6. Sleep on a Clothes-Line – 5:13
7. Who's That Coming – 7:09
8. A Million Miles Away – 6:55
9. Admit It – 4:19
10. Tucson, Arizona (bonus track) – 3:17
11. Just a Little Bit (bonus track) – 7:43

- Le due bonus track sono state inserite nella versione rimasterizzata pubblicata nel 2000

## Formazione
- Rory Gallagher - chitarra, voce, armonica a bocca, sassofono, mandolino
- Gerry McAvoy - basso
- Lou Martin - tastiera, fisarmonica
- Rod de'Ath - batteria, percussioni